# Ferns Report
Der Ferns Report ist eine Untersuchung, die von der irischen Regierung veranlasst wurde, um die Beschuldigungen sexuellen Missbrauchs durch Kleriker im Bistum Ferns im County Wexford zu prüfen. Der Bericht wurde 2005 veröffentlicht. Er bestätigte über 100 Fälle von Kindesmissbrauch in den Jahren 1962 bis 2002 durch 21 Priester, darunter Seán Fortune. Der Bericht übt Kritik an Bischof Donal Herlihy und seinem Nachfolger Brendan Comiskey.

## Umfang
Die Untersuchung wurde von der irischen Regierung eingeleitet, um Beschwerden und Anschuldigungen gegen Geistliche der Diözese Ferns vor April 2002 zu identifizieren und über die Reaktion der Kirche und der Zivilbehörden zu berichten. Die Untersuchung befasste sich nicht mit der Wahrheit oder Unkenntnis der erhobenen Beschwerden und Behauptungen, sondern ausschließlich mit der Antwort auf diese Behauptungen. Die Untersuchung hat ihre Abscheu über das Ausmaß, die Schwere und die Dauer des Kindesmissbrauchs, der angeblich von Priestern, die unter der Ägide der Diözese Ferns stehen, an Kindern begangen haben soll, festgestellt. Die Untersuchung wurde im Gefolge der Ausstrahlung einer Dokumentation vom BBC-Sender namens Suing the Pope eingeleitet, in der der Fall von P. Seán Fortune, einem der berüchtigtsten klerikalen Sexualstraftäter, hervorgehoben wurde. Der Film handelte von Colm O’Gorman, als er die Geschichte darüber untersuchte, wie Fortune ihn und zahllose andere Teenager-Jungen missbrauchen durfte. Die Organisation, die O’Gorman gegründet hat, um Frauen und Männer zu unterstützen, die sexuelle Gewalt erfahren haben, hat sich erfolgreich für die Ferns-Untersuchung eingesetzt.
The Ferns Report wurde der irischen Regierung am 25. Oktober 2005 vorgelegt und am folgenden Tag veröffentlicht. Sie stellte mehr als 100 Vorwürfe über sexuellen Kindesmissbrauch zwischen 1962 und 2002 gegen einundzwanzig Priester unter der Ägide der Diözese Ferns fest. Elf dieser Personen waren im Jahr 2002 noch am Leben. Die Art und Weise, wie die Kirchenbehörden in der Diözese den Vorwürfen des sexuellen Missbrauchs von Kindern durch Priester unter der Schirmherrschaft der Diözese begegneten, war in den vierzig Jahren bis 2002 unterschiedlich.